# Nicoletta Costa
Nicoletta Costa (Trieste, 4 luglio 1953) è una scrittrice, disegnatrice e cartoonist italiana.

## Biografia
Ha frequentato l'Università Iuav di Venezia laureandosi in architettura ed ha iniziato la sua carriera in uno studio di grafica, poi si è dedicata a scrivere e ad illustrare libri per ragazzi.
La stessa scrittrice racconta di esser stata portata per il disegno fin da bambina, affermò inoltre che vinse da piccola un concorso per un disegno e dovette dimostrare agli organizzatori che fosse realmente un disegno fatto di sua mano perché sembrava opera di un adulto.
Ha esordito a soli dodici anni con Il pesciolino piccolo. Le sue riproduzioni si possono trovare anche in zone extra-librarie, come nell'arredamento per bambini, sui giocattoli, sulle felpe Benetton 012.
Ha vinto numerosi premi ad iniziare da una targa al premio "Catalonia d'illustracciò" di Barcellona nel 1986, il "Golden Pen" di Belgrado dedicato agli stranieri nel 1988, il premio Andersen - Il mondo dell'infanzia a Sestri Levante nel 1989 (per Il libro tuttofare) e, nel 1994, ancora il premio Andersen per la migliore autrice. Nel 2002 vince il Premio Grinzane Junior con Giulio Coniglio, personaggio da lei creato. Ha creato anche la Nuvola Olga e la Strega Teodora.